# باسكال بيرنابيه
باسكال بيرنابيه (بالفرنسية: Pascal Bernabé)‏ هو مستكشف فرنسي، ولد في 31 يناير 1965 في مارسيليا في فرنسا.

## وصلات خارجية
- الموقع الرسمي